# Рудбах, Владимир Николаевич
Владимир (Вольдемар) Николаевич Рудбах (1 января 1876, Виндава, Курляндская губерния — 3 мая 1945, Москва) — российский и советский учёный-металлург, один из основателей московской школы обработки металлов давлением. Доктор технических наук, профессор кафедры прокатного и трубного производства Московского института стали.

## Биография
Владимир Николаевич Рудбах родился 1 января 1876 года в г. Виндава (ныне Вентспилс). Отец его происходил из латышских крестьян, мать родилась в семье немецкого портового рабочего. С 1883 г. Владимир учится в реальном училище в г. Либаве (ныне Лиепая), которое успешно оканчивает весной 1895 г. В 1897 г. поступает в Санкт-Петербургский горный институт на горнозаводское отделение при очень высоком конкурсе — на 42 вакансии претендовало свыше 500 кандидатов. В 1903 г. успешно заканчивает учёбу и приступает к практической деятельности на Надеждинском металлургическом заводе в должности помощника начальника прокатного цеха. В 1906—1908 гг. В. Н. Рудбах — начальник прокатного цеха Алапаевского металлургического завода. В 1908—1914 гг. — управляющий Нижне-Выксунского металлургического завода. В 1912 году совершает ряд поездок на металлургические заводы центра и юга страны, где знакомится с общим уровнем развития металлурги и с конкретными вопросами технологии и управления производством. В 1911 г. Выксунские горные заводы получили золотую медаль «Гран-при» на международной промышленной выставке в Турине (Италия). Но отношения с хозяином заводов Антоном Лессингом у настойчивого во внедрении разных новшеств управляющего, были, по свидетельству современников, далеко не безоблачными. «Этот Рудбах меня разорит», — так, якобы, выразился однажды А. И. Лессинг. Действительно, завод обязан Рудбаху постройкой центральной котельной, электростанции на 200 киловатт, газогенераторной станции и расширением внутризаводской сети железнодорожных путей и др. При нём был освоен выпуск новых видов продукции, в том числе газовых труб, специальной стали для линейных кораблей военно-морского флота и т. д.
В 1914 −1917 гг. — управляющий Лысьвенским металлургическим заводом. В 1917-18 гг. — технический директор Московского металлургического завода (впоследствии завода «Серп и молот»). Работой на Московском металлургическом заводе заканчивается этап практической деятельности В. Н. Рудбаха непосредственно на металлургических предприятиях.
С 1919 по В. Н. Рудбах — начальник горнотехнического отдела Правления сланцевой промышленности. В 1924—1927 гг. — заведующий производственным отделом Правления Госпромцветмета, а в последующем, вплоть до 1930 г., — в должности учёного секретаря научно-технической секции (НТС) чёрной металлургии. В 1927 году совершил поездку в Германию на металлургические заводы Рурской и Рейнской областей.
С 1923 г. В. Н. Рудбах совмещает работу в промышленности с преподавательской деятельностью в Московской горной академии, куда его пригласили руководить кафедрой «Прокатка и иного рода обработка металлов давлением» после смерти её первого заведующего, Н. С. Верещагина. Одновременно В. Н. Рудбаху присваивается учёное звание доцента.
Проживал по адресу г. Москва, пер. Сивцев Вражек, д. 43, кв. 8.
В 1930 году в результате реорганизации Горной академии на базе её металлургического факультета был образован Московский институт стали, где В. Н. Рудбах взялся за организацию кафедры «Прокатное и трубное производство», первым заведующим которой был избран в том же году. Одновременно ему присваивается учёное звание профессора. Лекции по общему курсу обработки металлов давлением и специальные лекции для прокатчиков В. Н. Рудбах читал также во Всесоюзной промышленной академии (1930—1935), а затем в Московском вечернем металлургическом институте (1935—1937). Одновременно он заведует кафедрами по прокатке металлов в этих учебных заведениях. В 1935—1936 учебном году на кафедре прокатного и трубного производства МИС была организована аспирантура. Первыми аспирантами, успешно защитившими кандидатские диссертации и оставленными для работы на кафедре были П. И. Полухин — впоследствии профессор, доктор технических наук, академик Академии наук Казахстана и В. П. Северденко — профессор, доктор технических наук, академик Академии наук Белоруссии. Совместно с учениками В. П. Северденко, П. И. Полухиным, В. Г. Логиновым, С. М. Сафоновым в середине 30-х годов В. Н. Рудбах исследовал влияние внешнего трения на деформацию металла (вытяжку, опережение, уширение, давление прокатки); остаточные напряжения в прокатной полосе; зависимость уширения от наклёпа и пластичности стали при прокатке в горячем состоянии; деформацию металла в калибрах и др. Полученные данные были весьма ценными как для дальнейшего развития теории, так и для практического использования инженерами.
В. Н. Рудбах был председателем прокатной секции Ассоциации чёрной металлургии (1931—1935 гг.). в рамках Ассоциации проводит две технические конференции, на которых выступает с докладами по теории прокатки. В 1936 году он был одним из организаторов Всесоюзной конференции по калибровке валков для прокатки качественных и специальных сталей, на которой выступил с основным докладом. Бессменно возглавлял учёный совет по защите кандидатских и докторских диссертаций, являлся председателем бюро секции научных работников при Московском институте стали. Профессор В. Н. Рудбах оставил после себя 77 научных трудов, подготовленных им лично или в соавторстве.
Скончался в мае 1945 года в Москве. Урна с прахом захоронена в колумбарии Донского кладбища.